# Trevor Story
Trevor John Story (né le 15 novembre 1992 à Irving, Texas, États-Unis) est un joueur d'arrêt-court des Red Sox de Boston de la Ligue majeure de baseball.

## Carrière
Joueur de baseball à l'école secondaire d'Irving, au Texas, Trevor Story est le 45e athlète sélectionné par un club du baseball majeur au repêchage amateur de 2011 et est réclamé par les Rockies du Colorado. Ces derniers le choisissent en bas de tableau de cette première ronde de sélection après avoir obtenu un choix en compensation de la perte d'Octavio Dotel, un agent libre ayant quitté le Colorado pour rejoindre Toronto. Il signe son premier contrat professionnel avec les Rockies et perçoit une prime à la signature de 915 000 dollars, tournant le dos à une bourse pour jouer au baseball à l'université d'État de Louisiane.
Story débute en 2011 sa carrière professionnelle en ligues mineures. Il fait une timide apparition au début 2013 en 96e position du palmarès annuel des 100 meilleurs joueurs d'avenir dressé par Baseball America. Story passe 5 années dans les mineures alors que le poste d'arrêt-court au Colorado est occupé par le joueur étoile Troy Tulowitzki, finalement échangé en 2015 : il mérite le poste d'arrêt-court de l'équipe à l'issue du camp d'entraînement du printemps 2016 à la suite de solides performances et de l'incertitude entourant le sort du remplaçant de Tulowitzki, le vétéran José Reyes, retiré de l'effectif, car visé par une plainte pour violence conjugale.
Trevor Story fait des débuts remarqués dans le baseball majeur le 4 avril 2016 alors qu'il frappe à son premier match deux coups de circuit contre le lanceur étoile Zack Greinke des Diamondbacks de l'Arizona et termine avec 4 points produits un match remporté par les Rockies. Le 5 avril 2016, Story devient le second joueur de l'histoire moderne (depuis 1900) du baseball, après Joe Cunningham en 1954, à frapper 3 circuits au total dans ses deux premiers matchs en carrière. Le 6 avril, Story devient le premier de l'histoire avec 4 circuits à ses 3 premiers matchs dans les majeures. Le 8 avril à Denver, alors que les Rockies accueillent Arizona, Trevor Story devient le premier joueur de l'histoire à frapper au moins un circuit à ses 4 premiers matchs dans les majeures, alors qu'il claque deux longues balles face aux Diamondbacks. Il est le 5e joueur de l'histoire des majeures avec au moins un circuit lors des 4 premiers matchs d'une saison, et le seul à en compter 6 au cours de ses 4 premières parties. Avec 10 circuits à ses 21 premiers matchs, il devient le joueur atteignant les 10 circuits le plus rapidement en carrière, répétant la performance de George Scott en 1966, mais le record partagé par les deux hommes est battu par Rhys Hoskins en 2017.